# Nova Roma, Goiás
Nova Roma là một đô thị thuộc bang Goiás, Brasil. Đô thị này có diện tích 2135,945 km², dân số năm 2007 là 2979 người, mật độ 1,4 người/km².